# Carlos de Dios Murias
Carlos de Dios Murias OFMConv (San Carlos Minas, Córdoba, 10 de octubre de 1945 – Chamical, La Rioja, 18 de julio de 1976), Beato, fue un fraile franciscano argentino secuestrado, torturado y asesinado junto con el presbítero francés Gabriel Longueville poco después de iniciarse la última dictadura militar en ese país. Fiel al estilo pastoral de su obispo Enrique Angelelli caracterizado por la opción preferencial por los pobres, fue el propio Angelelli quien se refirió a ambos como «mártires» en la misa previa a su entierro. 
El papa Francisco reconoció oficialmente que la muerte de Carlos de Dios Murias tuvo el carácter de «martirio en odio de la fe», lo que conlleva su beatificación.
Fue beatificado por el papa Francisco el 27 de abril de 2019 junto a sus compañeros el obispo Enrique Angelelli, el sacerdote Gabriel Longueville, y el laico católico Wenceslao Pedernera.

## Vida de Carlos Murias

### Sus primeros años y su ordenación sacerdotal
Carlos Murias nació en San Carlos Minas, Córdoba, el 10 de octubre de 1945. Su madre era maestra en el pueblo de Villa Giardino y su padre, un rico agente de bienes raíces y político radical muy conocido en la zona, proyectó para su hijo una carrera militar con la cual él no estaba de acuerdo. Así, Carlos cursó la escuela superior en el Liceo Militar General Paz de Córdoba. En esa época conoció al obispo Enrique Angelelli en el hogar sacerdotal ubicado en La Cañada.Tras la secundaria, Carlos quiso estudiar veterinaria pero esa carrera no existía en Córdoba. Comenzó a cursar la carrera en ingeniería civil, pero al poco tiempo la abandonó y eligió ayudar en el campo a su padre. Al distanciarse de él regresó a la ciudad y comenzó a trabajar en el Registro de la Propiedad. Carlos manifestaba ya su preocupación por el egoísmo de la burguesía y su estima por Angelelli, primer asesor de la Juventud Obrera Cristiana (JOC).
Se vinculó crecientemente con la Orden de Frailes Menores Conventuales: ingresó en 1965 e hizo el noviciado y la profesión simple en 1966. El 17 de diciembre de 1972 fue ordenado sacerdote en Buenos Aires por el obispo Enrique Angelelli. Murias solicitó expresamente ser ordenado por el obispo de la diócesis de La Rioja a quien conocía desde la adolescencia, conocido por su opción preferencial por los pobres y por su cuidado pastoral de los campesinos.

### Su ministerio sacerdotal

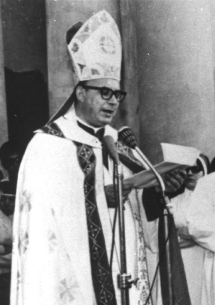
Enrique Angelelli

Murias comenzó su vida como fraile en el Seminario menor ubicado en las afueras de Moreno (Buenos Aires), y continuó luego en los barrios más pobres de una parroquia franciscana en José León Suárez (Buenos Aires), pero terminó por solicitar a sus superiores la autorización para trasladarse a la diócesis de La Rioja a fin de colaborar con Angelelli. En 1975, consiguió dicha autorización del Custodio provincial, fray Jorge Morosinotto.
La situación en la provincia de La Rioja se caracterizaba por las fuertes diferencias sociales: por una parte, unas pocas familias ricas y poderosas, poseedoras de grandes extensiones de tierra y dueñas de yacimientos mineros; por otra, la gran mayoría de la población pobre, con alto porcentaje de peones o minifundistas que trabajaban parcelas de tierra pequeñas con implementos muy rudimentarios, que vivían del pastoreo de ganado ovino o caprino, o que eran empleados estatales, provinciales, o municipales. Murias y el presbítero francés Gabriel Longueville fueron designados por Angelelli como vicario y párroco respectivamente de Chamical, por entonces un pequeño pueblo conformado fundamentalmente por agricultores.
Luego de iniciada la dictadura militar de 1976, Murias comenzó a recibir avisos y citaciones en los cuarteles, donde los soldados explicaban que «La tuya no es la Iglesia en la que creemos». En una de sus últimas homilías, fray Carlos de Dios Murias dijo: 

Podrán callar la voz de este sacerdote. Podrán callar la voz del obispo, pero nunca podrán callar la voz del Evangelio.
Carlos de Dios Murias

### Su asesinato
El 18 de julio de 1976, Carlos de Dios Murias y Gabriel Longueville fueron secuestrados de la casa de unas religiosas donde habían cenado. Unos desconocidos que portaban credenciales y que se presentaron diciendo pertenecer a la Policía Federal solicitaron a los sacerdotes que los acompañaran hasta la ciudad de La Rioja. Sin embargo, en vez de conducirlos a la capital riojana, fueron trasladados y encarcelados en la Base de la Fuerza Aérea de Chamical donde se los interrogó y torturó con alevosía antes de matarlos.
Dos días después, una cuadrilla de obreros ferroviarios encontró los cadáveres de Carlos de Dios Murias y Gabriel Longueville en la Ruta 38, a 5 km de la ciudad de Chamical, acribillados a balazos, maniatados y con signos de haber sido brutalmente torturados. Al fraile le habían arrancado los ojos y mutilado las manos antes de morir.

## La homilía de Angelelli
El 22 de julio, Enrique Angelelli presidió una Misa concelebrada, previa al entierro de sus sacerdotes. En su homilía mencionó la muerte de Murias y Longueville como «sangre mártir»:

¿Y en qué consiste para mí la última predicación? Es muy simple y muy difícil en la vida ser consecuente. Porque en la vida (Murias y Longueville) fueron consecuentes, tuvieron el privilegio y la elección de Dios de atestiguar, rubricar, lo que es ser cristiano, con su propia sangre.

¿Qué significa mártir o testigo, testigo de la Resurrección del Señor? Es testigo el que ha visto, el que ha tocado, el que ha oído, el que ha experimentado y el que ha sido elegido y además enviado para que vaya y les diga a todos: ¡El Señor ha resucitado! 
Por eso, esta sangre es feliz, sangre mártir, derramada por el Evangelio, por el nombre del Señor, y para servirles y anunciarles la Buena Nueva de la Paz, la Buena Nueva de la felicidad, según esto que hemos leído en Mateo. No es con otro contenido la pregunta, por eso es absurdo no comprender esto. Lo dice el Evangelio, no lo dice el obispo de La Rioja. Yo tengo el deber de anunciarlo, primero, que lo tengo que predicar a mí mismo y segundo a ustedes; y también cuando los insulten, los persigan, los calumnien por Su Nombre. ¡Siéntanse felices, porque ya están escritos sus nombres en el cielo! Como están escritos los nombres de Gabriel, de Carlos en el Libro de la Vida. Ellos fueron testigos, testigos del contenido de las Bienaventuranzas: «...felices los pobres, felices los mansos, felices los misericordiosos...»
Enrique Angelelli

Por disposición de las autoridades militares, el comunicado del Obispado informando del suceso no pudo ser difundido en los diversos medios de comunicación, ni siquiera como aviso fúnebre.
El 4 de agosto de 1976, Enrique Angelelli falleció mientras conducía su vehículo en la carretera. Su muerte fue presentada por las autoridades militares como accidente automovilístico. El 4 de julio de 2014, transcurridos casi 38 años, la justicia determinó que se había tratado de un homicidio condenando a cadena perpetua por el hecho a Luciano Benjamín Menéndez y Luis Fernando Estrella.

## Juicio y condena por el asesinato
El 7 de diciembre de 2012 el Tribunal Oral Federal de La Rioja, integrado por los jueces José Quiroga Uriburu (presidente), Jaime Díaz Gavier y Carlos Lascano, condenó a prisión perpetua al excomandante del ejército Luciano Benjamín Menéndez, el ex vicecomodoro Luis Fernando Estrella y el exjefe policial Domingo Benito Vera por crímenes de lesa humanidad cometidos en esa provincia durante la última dictadura militar, al encontrarlos culpables por los homicidios de los sacerdotes Carlos Murias y Gabriel Longueville. El actual obispo de la diócesis de La Rioja, Mons. Roberto Rodríguez, dijo: «hoy es el momento de la verdad que permite la justicia, que nos llevará a la paz».

## Reconocimiento y proceso de canonización
Así, el crimen de Carlos de Dios Murias y Gabriel Longueville se convirtió, junto con el del sacerdote capuchino Carlos Bustos, el de las monjas francesas Alice Domon y Léonie Duquet, y el de los padres palotinos Alfredo Leaden, Pedro Dufau y Alfie Kelly, en uno de los asesinatos de religiosos durante el Proceso de Reorganización Nacional que más repercutieron en la opinión pública internacional. Se sumaron además las muertes de monseñor Angelelli, obispo de la diócesis de La Rioja, y de Carlos Ponce de León, obispo de la diócesis de San Nicolás.
En el lugar en que se encontraron los cadáveres de Murias y Longueville se erigieron monolitos y una gruta en su memoria, la cual es visitada cada 18 de julio por cientos de peregrinos.
El padre Carlos Trovarelli, provincial de los franciscanos en Argentina y Uruguay, señaló que la causa para la canonización de Carlos de Dios Murias fue aprobada («firmada») por el entonces cardenal Jorge Mario Bergoglio —hoy papa Francisco— en mayo de 2011, y que lo hizo con discreción, para que no fuera bloqueada por otros obispos argentinos que estaban en contra de iniciativas similares basadas en el compromiso social de los sacerdotes. Al comienzo del pontificado de Francisco, según el portavoz de la Santa Sede Federico Lombardi, la causa de Murias era llevada por la Diócesis de La Rioja. Si bien se consideraba factible su beatificación durante el papado del propio Francisco, se estimaba que el proceso de canonización llevaría varios años. En efecto, el delegado episcopal para las Causas de los Santos, monseñor Santiago Olivera, informó en 2013 desde Roma a la Agencia Católica de Noticias que el proceso del padre Murias estaba aún en su fase diocesana, consistente en la recolección de evidencia y testimonios sobre su figura, y que recién al concluirse se enviaría a la Santa Sede.
Atravesadas todas las etapas preceptivas hasta la firma del decreto vaticano, en junio de 2018 la Iglesia católica reconoció que la muerte de Carlos de Dios Murias, junto con la de Enrique Angelelli, Gabriel Longueville, y el laico católico Wenceslao Pedernera tuvieron carácter de «martirio en odio de la fe», lo que conlleva su beatificación.
El 27 de abril de 2019 fue beatificado.